# Virklund
Virklund är en tätort i Silkeborgs kommun i Region Mittjylland i Danmark. Tätorten har 3 747 invånare (2024). Den ligger på Jylland, cirka 4,5 kilometer söder om Silkeborg.